# Omnilogic
Omnilogic este o companie de IT din România înființată în anul 1992. Compania este controlată, în mod egal, de GT Holding (Austria) și Camps Bay Invest (Liechtenstein), ultima intrând în acționariat printr-o infuzie de capital realizată la finele anului 2011.
Principalii concurenți ai Omnilogic sunt Tornado Sistems, Romsys, S&T, Forte Business Services și Asesoft.
În anul 2009, proiectele publice însemnau în jur de 30% din cifra de afaceri a companiei.

## Statistici
Număr de angajați:
- 2009: 120[1]
- 2008: 80[3]

Cifra de afaceri
- 2010: 200 milioane de dolari (150 milioane de euro)[1]
- 2009: 100 milioane de dolari (71,9 milioane de euro)[1]
- 2008: 170 milioane de dolari (135 milioane de euro)[4]
- 2007: 180 milioane de dolari (114 milioane de euro)[3]
- 2006: 132 milioane de dolari (105 milioane de euro)[3]
- 2004: 120 milioane euro[5]

## Controverse
Patronul comnpaniei IT Omnilogic, Gabriel Marin, a fost pus oficial sub acuzare de DNA pentru cumpărare de influență și evaziune fiscală, potrivit unui comunicat al DNA coroborat cu surse judiciare.